# فوكيس فلم
فوكيس فيلم، هي شركة تركية مختصة في إنتاج الأفلام والمسلسلات.

## الإنتاج

### مسلسلات
- 2014: شجرة الحياة
- 2011: [[أسماء[سامحيني (مسلسل)|سامحني]]
- 2010: أنا لا أستطيع العيش بدونك
- 2009: نجم البحر
- 2008: عن الأميرة المفقودة
- 2008: لا تنسيني
- 2008: الأسرة الحاضنة
- 2007:
  - ترويض النمرة
  - القسم
- 2002: الدولة منزلنا

### أفلام
- 2013: هدف الوقت
- 2012: صديقي ماكس
- 1993: البلقان البلقان

### وصلات خارجية
- فوكيس فيلم على اليوتيوب
- فوكيس فيلم على موقع سينما تورك

‌